# Gedanken und Erinnerungen

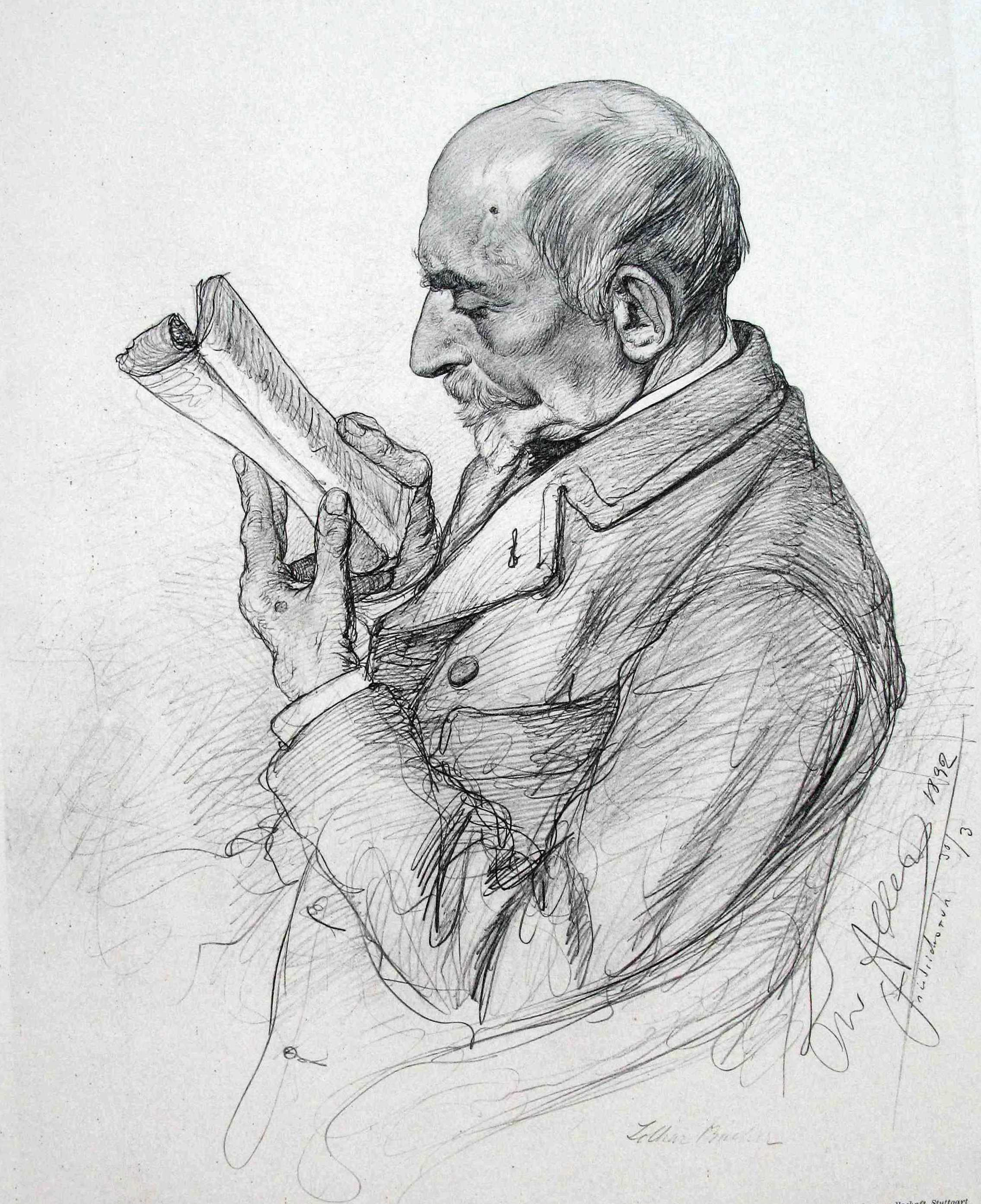
Bismarcks secretaris Lothar Bucher leest aandachtig zijn manuscript van Gedanken und Erinnerungen in 1892

Gedanken und Erinnerungen (Overdenkingen en herinneringen) is de naam van de postuum gepubliceerde memoires van de Duitse oud-rijkskanselier Otto von Bismarck. Zij werden gepubliceerd in drie delen. De eerste twee delen verschenen in 1898 en het derde officieel in 1921.

## Ontstaan
Na zijn ontslag als rijkskanselier op 17 maart 1890 trok Otto von Bismarck zich terug op zijn landgoederen, met name op zijn landhuis te Friedrichsruh. Bismarck begon met het dicteren van zijn herinneringen aan zijn secretaris Lothar Bucher op aansporen van zijn lijfarts Ernst Schweninger. Bismarcks zoon Herbert begon eveneens zijn herinneringen aan de periode net voor het ontslag van zijn vader op te tekenen. Bismarck ging met zijn dicteren door tot het voorjaar van 1892. Lothar Bucher moet tegen 4 mei 1892 een eerste kladversie van Bismarcks chaotische vertellingen, op basis van zijn stenografen, klaar hebben gehad. Die dag vertrok Bismarcks secretaris op reis, waarvan hij nooit zou terugkeren. Op die kladversie van Bucher maakte Bismarck zelf enkele aantekeningen en om de overzichtelijkheid te bewaren kwam er een tweede geschreven kladversie. Bismarck bewerkte ook die versie uitvoerig en in 1893 kwam er een eerste proefdruk bij uitgeverij Cotta'sche Verlagsbuchhandlung, die de rechten op de memoires reeds in juli 1890 had gekocht voor niet minder dan 100 000 mark per boek. Een proefdruk van het oorspronkelijke tweede deel, dat uiteindelijk als derde deel werd uitgegeven in 1921, kwam er omwille van de gevoelige inhoud niet. Na 1893 bracht Bismarck nog talrijke correcties en bewerkingen aan op de proefdruk. Bismarck kwam tijdens het bewerken van de eerste proefdruk op de proppen met de titel Erinnerung und Gedanke, maar zijn secretaris raadde hem de titel Gedanken und Erinnerungen aan, waarop hij die laatste titel koos.
De tekst die uitgegeven werd na Bismarcks overlijden op 30 juli 1898 was niet dezelfde als de tekst die hijzelf als laatste had gecorrigeerd. Herbert von Bismarck deed beroep op historicus Horst Kohl, die het werk van een inleiding moest voorzien en waar nodig voor extra duiding moest zorgen. Het gevolg van Kohl bewerkingen was dat het werk te groot werd om in één deel te worden uitgegeven. In samenspraak met de uitgeverij werd besloten het eerste boek in twee delen te splitsen. De eerste oplage van 100 000 en de tweede van 200 000 exemplaren waren na de publicatie eind november al na enkele dagen uitverkocht. Tegen eind december 1898 gingen bijna 500 000 exemplaren over de toonbank, enkele gelijktijdig uitgebrachte vertalingen niet inbegrepen.